# Acer leopoldi
Acer leopoldi é uma espécie de árvore do gênero Acer, pertencente à família Aceraceae.